# Reyes Moleres
Reyes Moleres (Orduña, Vizcaya, 6 de enero de 1968) es una actriz española.

## Biografía
Nació en Orduña (Vizcaya) el 6 de enero de 1968.
Realizó un curso de Iniciación al Teatro en la Escuela Taller de Getxo y posteriormente estudió Arte Dramático en el Centro Vasco de Nuevas Profesiones, completando su formación con un curso de interpretación en el Laboratorio Teatral de William Layton. Debutó de la mano de Pedro Pinzolas como actriz protagonista en el largometraje Siempre felices.
Pero el personaje que le dio a conocer en el mundo de la televisión fue el de la enfermera del Samur Diana Dueñas en la exitosa serie de Hospital Central.

## Filmografía

### Cine

#### Largometrajes
- Siempre felices 1991
- La hiedra 1992
- Suerte 1997
- Despedida 2001

#### Mediometrajes
- El ojo del fotógrafo 1993

#### Cortometrajes
- Cita con Alberto 1992
- Melodía incompleta 1994
- Línea pirata 1995

## Televisión

### Series
- Hospital Central 2000-2002 Como Diana Dueñas
- Clara 2002
- Goenkale 1994 y en 2009 Como Klaudia

## Premios
- Premio a la Mejor Interpretación Femenina en los Certámenes de Elche